# Herb powiatu głogowskiego

Herb do 2008

Herb powiatu głogowskiego – jeden z symboli powiatu głogowskiego, ustanowiony 17 czerwca 2008.

## Wygląd i symbolika
Herb przedstawia na tarczy w polu złotym czarnego orła ze srebrną półksiężycową przepaską przez pierś i skrzydła. Na piersi tarcza sercowa - w polu czerwonym złota majuskuła „G”.